# Chikako Matsukawa
Chikako Matsukawa (jap. 松川知華子 Matsukawa Chikako; ur. 13 września 1984) - japońska zapaśniczka w stylu wolnym. Mistrzyni Azji w 2006, 2009 i 2011. Pierwsza w Pucharze Świata w 2010 i 2011; trzecia w 2009 i czwarta w 2007 roku. Uniwersytecka wicemistrzyni świata w 2006. Druga na Światowych Igrzyskach Sportów Walki w 2010. Mistrzyni Azji juniorów z 2004 roku.